# 弗里多尼亞 (紐約州)
弗里多尼亞（英語：Fredonia）是位於美國紐約州學托擴縣的村。

## 人口
根據2020年美國人口普查的數據，弗里多尼亞的面積為13.30平方千米，皆為陸地。當地共有人口9871人，而人口密度為每平方千米742人。